# Моргантаун (Пенсільванія)
Моргантаун (англ. Morgantown) — переписна місцевість (CDP) в США, в округах Беркс і Ланкастер штату Пенсільванія. Населення — 1614 особи (2020).

## Географія
Моргантаун розташований за координатами 40°9′12″ пн. ш. 75°53′31″ зх. д. / 40.15333° пн. ш. 75.89194° зх. д. (40.153438, -75.891882).  За даними Бюро перепису населення США в 2010 році переписна місцевість мала площу 2,44 км², з яких 2,44 км² — суходіл та 0,00 км² — водойми.

## Демографія
Згідно з переписом 2010 року, у переписній місцевості мешкало 826 осіб у 343 домогосподарствах у складі 223 родин. Густота населення становила 339 осіб/км².  Було 359 помешкань (147/км²).
Расовий склад населення:
| - 94,4 % — білих - 2,3 % — азіатів - 0,2 % — чорних або афроамериканців - 0,1 % — корінних американців - 1,5 % — осіб інших рас |

До двох чи більше рас належало 1,5 %. Частка іспаномовних становила 2,5 % від усіх жителів.
За віковим діапазоном населення розподілялося таким чином: 22,8 % — особи молодші 18 років, 61,7 % — особи у віці 18—64 років, 15,5 % — особи у віці 65 років та старші. Медіана віку мешканця становила 40,1 року. На 100 осіб жіночої статі у переписній місцевості припадало 100,5 чоловіків;  на 100 жінок у віці від 18 років та старших — 100,0 чоловіків також старших 18 років.
Середній дохід на одне домашнє господарство  становив 62 771 долар США (медіана — 51 859), а середній дохід на одну сім'ю — 67 524 долари (медіана — 55 833). Медіана доходів становила 46 250 доларів для чоловіків та 23 992 долари для жінок. За межею бідності перебувало 0,6 % осіб, у тому числі 0,0 % дітей у віці до 18 років та 0,0 % осіб у віці 65 років та старших.
Цивільне працевлаштоване населення становило 613 осіб. Основні галузі зайнятості: роздрібна торгівля — 25,4 %, виробництво — 22,5 %, мистецтво, розваги та відпочинок — 16,5 %, освіта, охорона здоров'я та соціальна допомога — 11,9 %.